# Palacio del Doctor La Enzina
El palacio del Doctor La Enzina es un edificio emblemático del siglo XVII, situado en La Roda, municipio y localidad española de la provincia de Albacete, en la comunidad autónoma de Castilla-La Mancha. Se trata de una construcción de gran relevancia por haber sido declarado Bien de Interés Cultural (BIC), protegido por La Junta de Comunidades de Castilla-La Mancha. 
Este edificio es considerado una de las mejores piezas arquitectónicas de La Roda y de toda la provincia de Albacete, tanto por su mérito y belleza, como por su magnífica conservación.

## Historia
El palacio forma parte de la antigua casa solariega donde nació Fernando de la Enzina y Gabaldón en 1650, uno de los personajes rodenses más destacados del último tercio del siglo XVII. 
Enzina fue un notable jurista orientado hacia la carrera eclesiástica, que desempeñó cargos como los de canónigo de Cuenca, provisor y vicario general de la Diócesis. En su obra literaria destaca su inacabado -e inédito- “Nobiliario Genealógico”, de 1682, aunque fechado el 28 de enero de 1690, con ilustraciones donde él mismo dibuja y describe los escudos de armas de otros tantos apellidos rodenses de la época.
Invirtió su vasto patrimonio familiar en aportaciones a determinados templos, como a la iglesia de El Salvador ( La Roda) y la catedral de Cuenca, así como en la Fundación Encina, gobernada por las autoridades eclesiásticas de la Roda para que, según él mismo escribió, “…siempre y perpetuamente lo administren, gocen, distribuyan y gasten…”, dedicada a la asistencia de los más necesitados, bajo el nombre de Obras Pías. 
El edificio actualmente pertenece a los hermanos Lorenzo Romero, gracias a la adquisición por parte de su padre, Don Wenceslao Lorenzo Roldán, de esta obra y quienes allí han vivido desde su nacimiento hasta hoy.

## Arquitectura
El palacio del Doctor la Enzina fue reformado a finales del siglo XVII y, aunque cuenta con elementos barrocos, destaca su fachada renacentista, cuya portada central se rodea de rejas y balcones. Se estructura en dos pisos, la planta baja de sillares de piedra, la primera planta que posee sillares solo en esquinas y balcones. 
La vivienda se construye en torno a un patio porticado con columnas toscanas que sostienen una techumbre de madera. En el centro, en el cuerpo superior, sobre la portada central flanqueada por dos columnas que, además, sostienen un moldurado entablamento, aparece el escudo de armas del apellido (una encina y dos lebreles). A éste lo circundan cuatro escudos que corresponden a los apellidos Gabaldón, Martínez, de la Torre y Castañeda, en memoria de sus antepasados. Columnas semejantes a las anteriores aparecen enmarcando la última ventana de la derecha de la planta baja. 
A la izquierda, hasta el primer tercio del siglo XX se abría otra portada hacia la antigua capilla de San Julián, en honor al santo obispo conquense, puesto que en aquella época la Roda pertenecía a la Diócesis de Cuenca. El interior, al atravesar una cancela de vidriera, se dispone alrededor de un patio de columnas toscanas de admirable ejecución.